# Bermuda ai Giochi della XI Olimpiade
Bermuda partecipò ai Giochi della XI Olimpiade, svoltisi a Berlino, Germania, dal 1º al 16 agosto 1936, con una delegazione di 5 atleti impegnati nel nuoto. Fu la prima partecipazione di questo paese ai Giochi olimpici. Portabandiera alla cerimonia di apertura fu Whitfield Fredrick Hayward, imprenditore e accompagnatore ufficiale della rappresentativa.